# Earl of Effingham

Wappen des aktuellen Earls of Effingham

Earl of Effingham ist ein erblicher britischer Adelstitel, der jeweils einmal in der Peerage of Great Britain und der Peerage of the United Kingdom verliehen wurde. Alle Verleihungen erfolgten an Mitglieder der  Familie Howard. Der Titel ist nach dem Dorf Effingham in Surrey benannt.

## Verleihungen
Der Titel wurde erstmals am 8. Dezember 1731 in der Peerage of Great Britain für Francis Howard, 7. Baron Howard of Effingham, einen Gardeoffizier, geschaffen. Der Titel erlosch am 10. Dezember 1816, als sein Enkel, der 4. Earl, kinderlos verstarb.
Die zweite Verleihung erfolgte am 27. Januar 1837 in der Peerage of the United Kingdom an Kenneth Howard, 12. Baron Howard of Effingham, einen Cousin dritten Grades des letzten Earls der ersten Verleihung, der sich in den Napoleonischen Kriegen als Soldat ausgezeichnet hatte. Dieser hatte von diesem zuvor bereits dessen nachgeordneten, älteren Titel als 12. Baron Howard of Effingham geerbt.

## Nachgeordneter Titel
Vorfahr sämtlicher Earls beider Verleihungen war Lord William Howard, ein jüngerer Sohn des Thomas Howard, 2. Duke of Norfolk. Er bekleidete wichtige Staatsämter, unter anderem war er Lord High Admiral und Lordkanzler. Am 11. März 1554 wurde er von Königin Maria I. in der Peerage of England zum Baron Howard of Effingham erhoben. Diese Baronie wird als nachgeordneter Titel vom jeweiligen Earl geführt. Gleichzeitig verwendet der älteste Sohn des jeweiligen Earls als dessen Titelerbe den Höflichkeitstitel Lord Howard of Effingham.

## Weiterer Titel
Der 2. Baron Howard of Effingham war ebenfalls Lord Admiral. Am 22. Oktober 1596 wurde er in der Peerage of England zum Earl of Nottingham erhoben. Dessen ältester Sohn, wurde am 31. Januar 1604 per Writ of Acceleration ins House of Lords berufen und erbte dadurch vorzeitig den Titel Baron Howard of Effingham von seinem Vater. Da er bereits 1615 vor seinem Vater kinderlos verstarb, fiel die Baronie an seinen Vater zurück und bei dessen Tod zusammen mit dem Earldom an seinen jüngeren Bruder als 2. Earl. Das Earldom erlosch, als sein jüngster Bruder, der 3. Earl, am 26. April 1681 kinderlos starb. Die Baronie fiel an dessen Neffen dritten Grades als 6. Baron.

## Liste der Barone Howard of Effingham, Earls of Nottingham und Earls of Effingham

### Barone Howard of Effingham (1554)
- William Howard, 1. Baron Howard of Effingham (um 1510–1573)
- Charles Howard, 1. Earl of Nottingham, 2. Baron Howard of Effingham (1535–1624)
- William Howard, 3. Baron Howard of Effingham (1577–1615) (Writ of Acceleration 1604)
- Charles Howard, 2. Earl of Nottingham, 4. Baron Howard of Effingham (1579–1642)
- Charles Howard, 3. Earl of Nottingham, 5. Baron Howard of Effingham (1610–1681)
- Francis Howard, 6. Baron Howard of Effingham (1643–1695)
- Thomas Howard, 7. Baron Howard of Effingham (1682–1725)
- Francis Howard, 8. Baron Howard of Effingham (1683–1743) (1731 zum Earl of Effingham erhoben)

### Earls of Effingham, erste Verleihung (1731)
- Francis Howard, 1. Earl of Effingham (1683–1743)
- Thomas Howard, 2. Earl of Effingham (1714–1763)
- Thomas Howard, 3. Earl of Effingham (1746–1791)
- Richard Howard, 4. Earl of Effingham (1748–1816)

### Barone Howard of Effingham (1554, Fortsetzung)
- Kenneth Howard, 12. Baron Howard of Effingham (1767–1845) (1837 zum Earl of Effingham erhoben)

### Earls of Effingham, zweite Verleihung (1837)
- Kenneth Howard, 1. Earl of Effingham (1767–1845)
- Henry Howard, 2. Earl of Effingham (1806–1889)
- Henry Howard, 3. Earl of Effingham (1837–1898)
- Henry Howard, 4. Earl of Effingham (1866–1927)
- Gordon Howard, 5. Earl of Effingham (1873–1946)
- Mowbray Howard, 6. Earl of Effingham (1905–1996)
- David Howard, 7. Earl of Effingham (1939–2022)
- Edward Howard, 8. Earl of Effingham (* 1971)

Titelerbe (Heir apparent) ist der Sohn des aktuellen Earls, Frederick Howard, Lord Howard of Effingham (* 2007).